# Латкова Вас
Латкова Вас (словен. Latkova vas) — поселення в общині Преболд, Савинський регіон, Словенія. Висота над рівнем моря: 270,2 м.